# Eucithara gruveli
Eucithara gruveli é uma espécie de gastrópode do gênero Eucithara, pertencente à família Mangeliidae.